# 渋谷豊
渋谷 豊（しぶや ゆたか、1968年 - ）は、日本のフランス文学者、翻訳家。信州大学教授。

## 略歴
千葉県生まれ、東京都育ち。1990年早稲田大学文学部仏文科卒、2003年パリ第4大学博士（比較文学）。2006年信州大学人文学部専任講師となり、准教授を経て、2018年教授。
2008年『母の家で過ごした三日間』で第13回日仏翻訳文学賞受賞。

## 翻訳
- 『グリム童話 魔法の法則』（エドアール・ブラゼー、ジャン・パスカル・ドバイユール編、國分俊宏共訳 ベストセラーズ） 1999
- 『ぼくのともだち』（エマニュエル・ボーヴ、白水社） 2005、のち白水Uブックス 2013
- 『きみのいもうと』（エマニュエル・ボーヴ、白水社） 2006
- 『母の家で過ごした三日間』（フランソワ・ヴェイエルガンス、白水社） 2008
- 『のけ者』（エマニュエル・ボーヴ、白水社） 2010
- 『鶏のプラム煮』（マルジャン・サトラピ、小学館集英社プロダクション） 2012
- 『人間の大地』（サン=テグジュペリ、光文社古典新訳文庫） 2015
- 『海底二万里』上・下（ジュール・ヴェルヌ、角川文庫） 2016
- 『ドルジェル伯の舞踏会』（レーモン・ラディゲ、光文社古典新訳文庫） 2019
- 『真夜中の伝統 夜霧の河岸』（ピエール・マッコルラン、昼間賢共訳、国書刊行会、マッコルラン・コレクションⅢ） 2023